# Cavaca

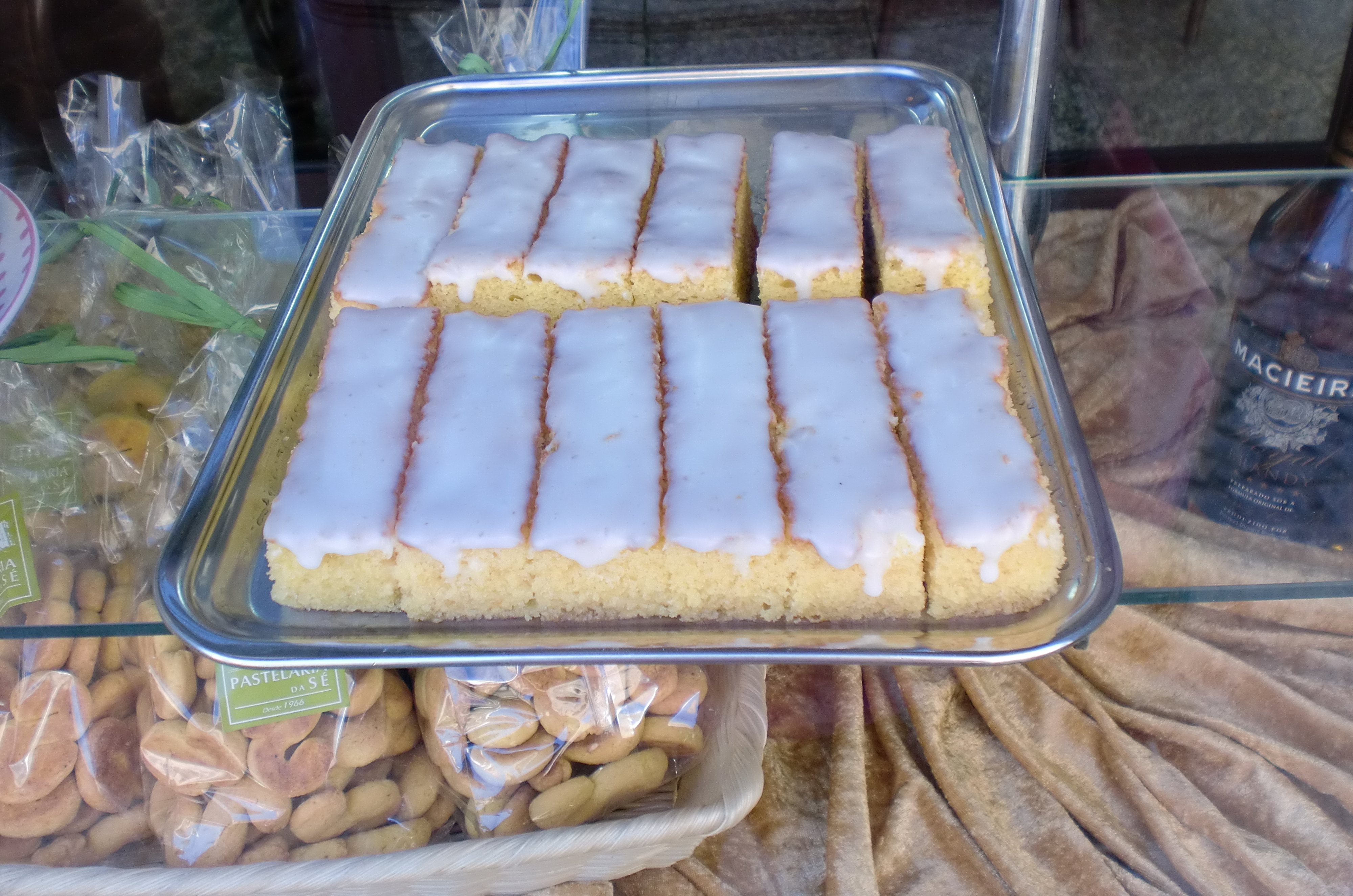
Cavacas de Resende

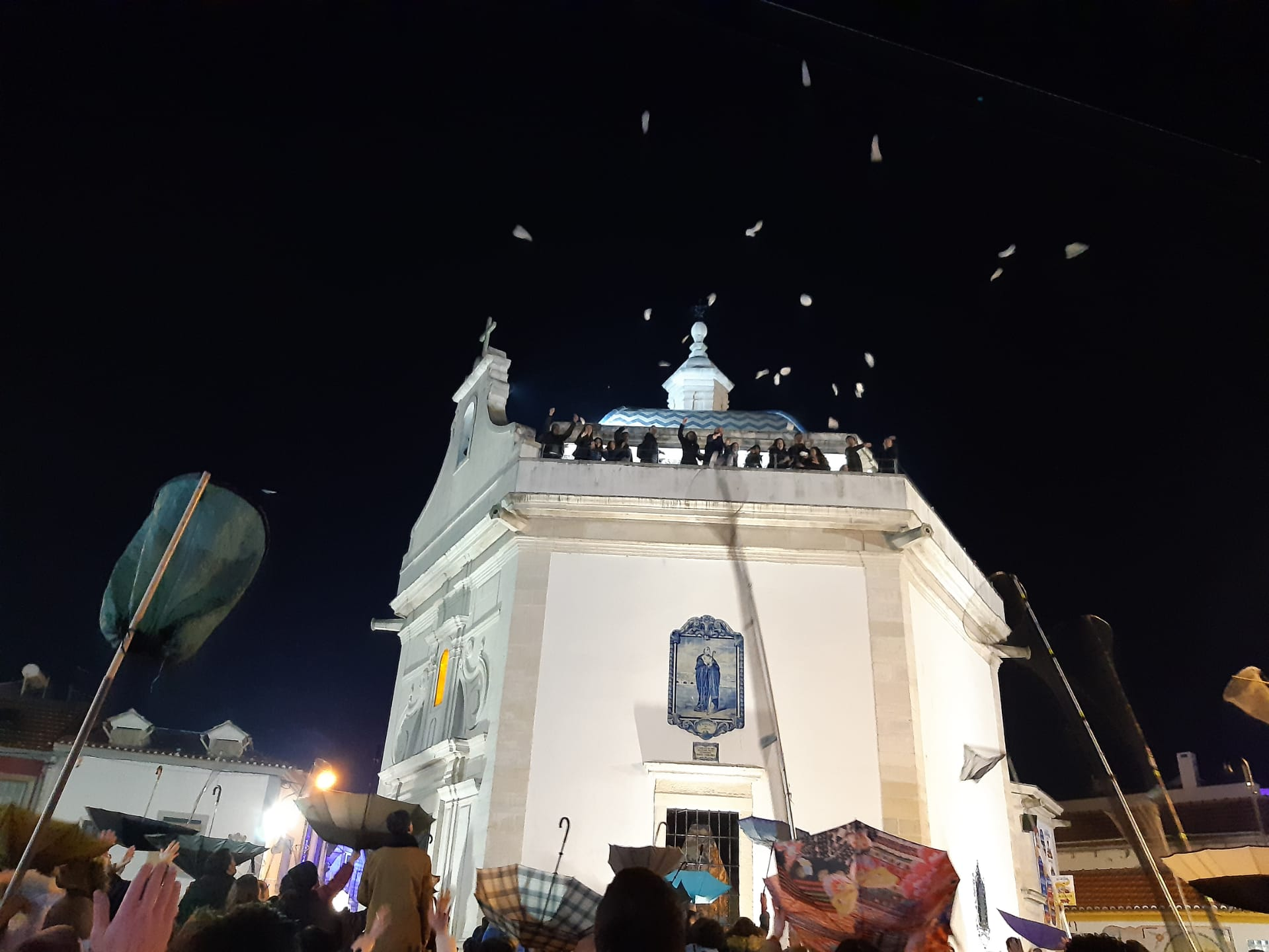
Arremesso de cavacas do topo da Capela de S. Gonçalinho, em Aveiro, durante as festas do santo.

Cavaca é um doce de origem portuguesa. Este doce nasceu nos velhos conventos de Portugal. A sua receita contém ovos, açúcar, farinha, óleo de girassol e baunilha.
Um dos exemplares mais conhecidos são as Cavacas de Resende, oriundas do concelho de Resende. A sua massa é feita com ovos caseiros, farinha e açúcar, sendo adicionada dois tipos de caldas de açúcar após a cozedura e corte das fatias.
Em Aveiro, milhares de cavacas são arremessadas anualmente do topo da Capela de São Gonçalinho, durante as festas do bairro da Beira-Mar (Vera-Cruz), como forma de pagamento de promessas.